# Почвоведение
Почвове́дение (от рус. почва и ведать) — наука о почве, её составе, свойствах, происхождении, распространении, использовании, деградации и восстановлении. Изучает почву как самостоятельное природное тело. Это комплексная мультидисциплинарная область знаний с единым объектом изучения (почвы), она базируется на данных геологии, биологии, географии, химии, физики и других наук.
Почвоведение входит в состав естествознания, относится к наукам о Земле, и изучает происхождение, развитие, строение, состав, свойства, плодородие и распространение почв, а также разрабатывает меры по их охране и рациональному использованию человеком.

## Термин
Благодаря докторской диссертации и монографии В. В. Докучаева «Русский чернозём» почвы стали самостоятельным объектом исследования, а защита диссертации (11 (23) декабря 1883) стала «датой рождения» новой научной дисциплины — почвоведение.
В 1899 году в России начал выходить специализированный журнал «Почвоведение» (рус. дореф. почвовѣдѣніе).
Похожие значения и термины
В конце XIX и начале XX веков в научной литературе использовался греческий термин педология (греч. πέδον, педон — почва и греч. λόγος, логос — знание, наука) — наука об изучении почв в природной среде, один из геологических и физических разделов почвоведения. Педология, как синоним почвоведения, сейчас считается устаревшим, так как главным образом относится к геологии и физике почв, и имеет несколько значений. Сохранились производные термины: педогенез, педосфера и пр.
До появления научного почвоведения на университетских кафедрах агрономии почвоведением (земледелием) называли курс лекций по изучению питательных свойств верхнего слоя почвы (земли) содержащего корни растений.
В грунтоведении и инженерной геологии почвы рассматриваются как разновидность грунтов.

## Краткая история

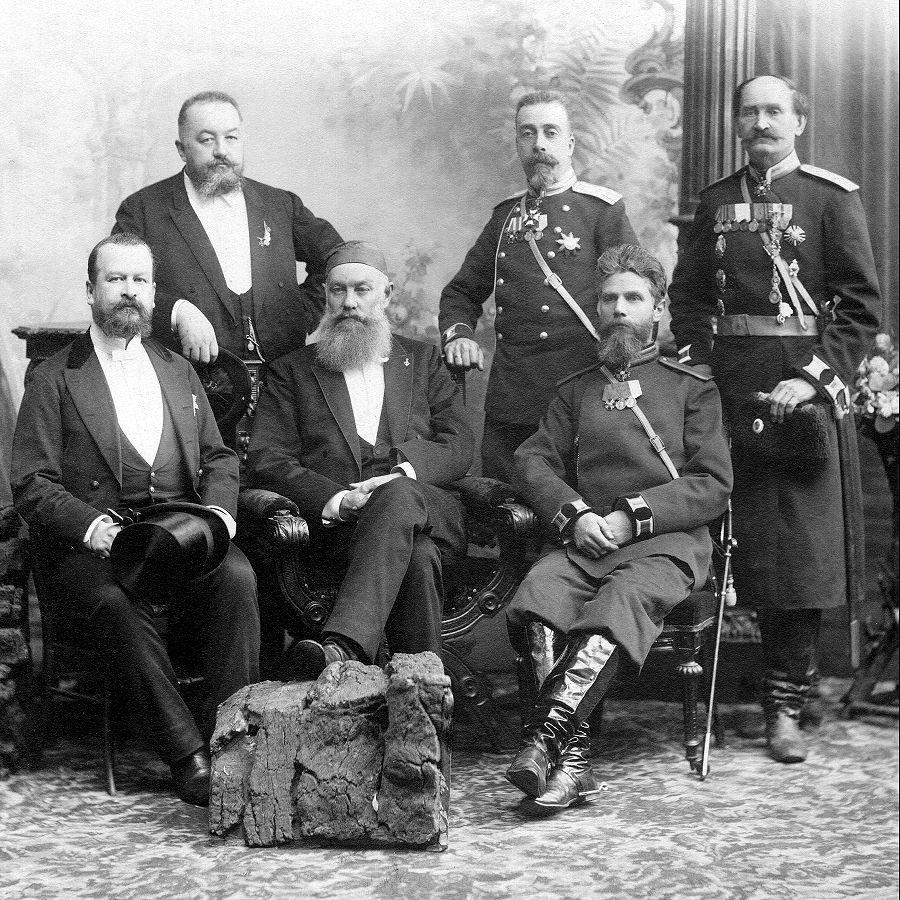
В. В. Докучаев

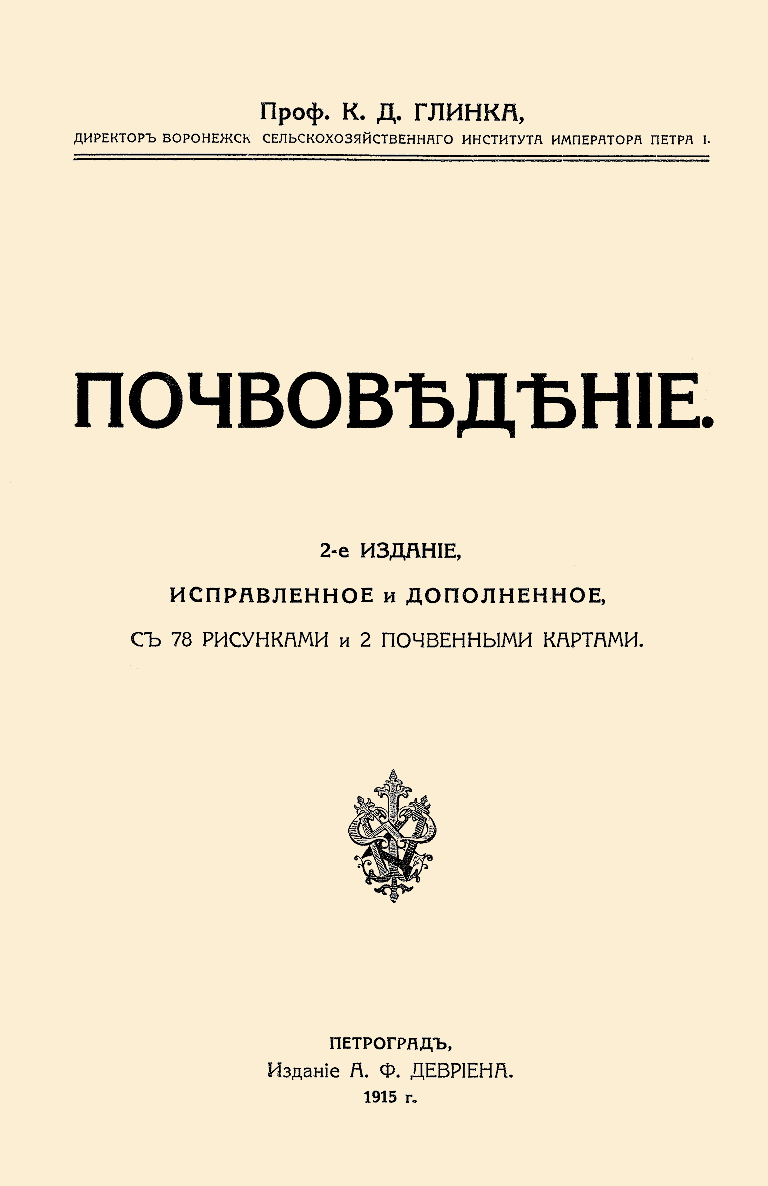
Учебник К. Д. Глинки. 6 изданий 1908—1935

Накопление эмпирических знаний о почве началось в конце мезолита, когда племена натуфийской культуры произвели первые попытки занятий земледелием. Систематизация сведений была начата философами античности: Колумелла, Феофраста, Плиния Старшего, Лукреция Кара и других. В Средние века производились описания земельных угодий с целью установления феодальных повинностей (например, «Писцовые книги» в России).
В России М. В. Ломоносов в работе «О слоях земных» (1763) высказал идею значительной роли растений и их остатков в образовании почвы. Вольное экономическое общество (образовано с 1765) организовывало экспедиции по изучению почв и их картографированию.
Ф. П. Фларини (1750) впервые построил схему строения почвы и сделал индексацию почвенных горизонтов (А, В, С, D, Е, F).
В Германии развивалось геологическое почвоведение, по которому почва считалась верхней частью коры выветривания.
В нескольких направлениях велась разработка классификации почв.
Вольни в 1878 году организовал первый в Германии научный журнал по агрономической физике.
Фридрих Альберт Фаллу, один из наиболее крупных почвоведов XIX века, сформулировал представление о почве, как природном теле; он предложил петрографическую классификацию почв — по происхождению почвы из той или иной горной породы.
Дискуссии происходили по вопросам происхождения чернозёмов (растительно-наземное, морское, ледниковое, болотное и другие теории).
С 1877 году на кафедре агрономии Петербургского университета начали преподавать дисциплину «Почвоведение».
Возникновение современного генетического (то есть уделяющего основное внимание генезису или почвообразованию) почвоведения связано с именем профессора минералогии Василия Васильевича Докучаева, который впервые установил, что почвы имеют чёткие морфологические признаки, позволяющие различать их, а географическое распространение почв на поверхности Земли так же закономерно, как это свойственно природным зонам. В своей монографии «Русский чернозём» (1883) он впервые рассматривает почву как самостоятельное природное тело, формирующееся под воздействием факторов почвообразования: «совокупностью причин (грунт, климат, рельеф, возраст и растительность)». В одной из последних работ В. В. Докучаев подытоживает разработанное им определение того, что почва «есть функция (результат) от материнской породы (грунта), климата и организмов, помноженная на время».
Развитие научного почвоведения связано с работами учеников В. В. Докучаева и их последователями.
Большую роль в развитии агрономического почвоведения сыграл профессор П. А. Костычев, одно время он был оппонентом В. В. Докучаева.
Ученик Докучаева Н. М. Сибирцев создал первый учебник по генетическому почвоведению, Опубликованный в 1899 году.
Международное признание докучаевской школы почвоведения пришло благодаря изданию учебника почвоведения на немецком языке академика К. Д. Глинки и его участию на первых международных встречах почвоведов в Венгрии и США.
В 1909 году состоялся 1 Международный съезд агрогеологов, в 1926 году — 1 Всесоюзный съезд почвоведов, в 1927 году — 1 Международный съезд почвоведов:

## Научные направления
Основные научные направления в почвоведении:
- Химия почв — изучает химизм почв
- Физика почв — изучает физические свойства почв
- Почвенная биология — изучает живое население почв
- Почвенная минералогия — изучает минералогический состав и свойства почв
- Гидрология почв — изучает водный режим почв
- География почв — изучает закономерности распределения почв и составляет почвенные карты
- Охрана почв — изучает способы сохранения и восстановления почв
- Палеопочвоведение — изучает ископаемые почвы
- История почвоведения — история науки

Кроме того, почвы изучают некоторые прикладные науки и дисциплины: агрономия, грунтоведение, инженерная геология, археология, почвенная стратиграфия и прочие.

## Основные положения

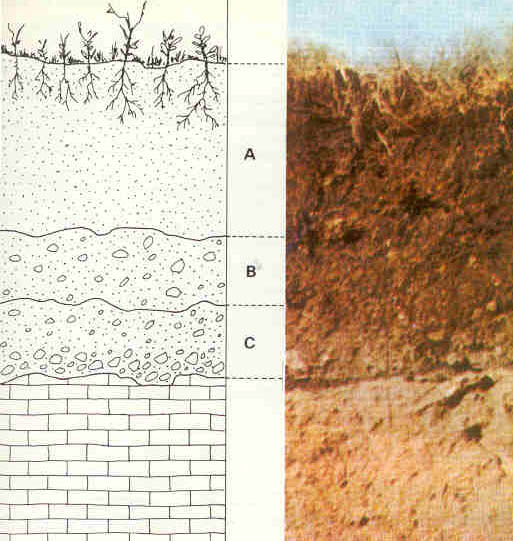
Почвоведение изучает весь почвенный профиль

Современное почвоведение, основы которого были заложены В. В. Докучаевым, рассматривает почву как самостоятельное естественноисторическое биокосное природное тело, возникшее и развивающееся на поверхности Земли под действием биотических, абиотических и антропогенных факторов. Нижняя граница этого природного тела определяется глубиной, на которую произошло существенное изменение горной породы процессами почвообразования, что составляет до 1—3 метров, однако в экстремальных условиях тундры, пустыни или в горах мощность почвенной толщи может измеряться несколькими сантиметрами. Боковые границы почвенных образований определяются как границы раздела между элементарными почвенными ареалами.
Почва имеет многоуровневую структурную организацию:
1. атомарный уровень
2. кристалломолекулярный или молекулярно-ионный уровень
3. уровень элементарных почвенных частиц (ЭПЧ) — фракций, определяемых в гранулометрическом анализе
4. почвенные микро- и макроагрегаты, а также новообразования
5. генетический почвенный горизонт
6. почвенный профиль
7. далее следуют уровни структуры почвенного покрова

Каждый из перечисленных уровней требует специфических методов исследования и способов воздействия.
Часто рассматривают четыре (ранее три) фазы почвы (под фазой в этом случае понимают несколько иное, нежели в классическом определении):
- твёрдая фаза — полидисперсная органоминеральная система, наименее динамичная часть почвы, составляющая каркас для других фаз
- жидкая фаза — почвенный раствор
- газовая фаза — почвенный воздух, заполняющий вместе с почвенным раствором поровое пространство, его состав отличается от состава атмосферы
- живая фаза — почвенная биота, за исключением роющих млекопитающих и корней растений, принадлежность которых к живой фазе почв остаётся дискуссионной, хотя их роль в почвообразовании несомненна и велика

## Методы исследований

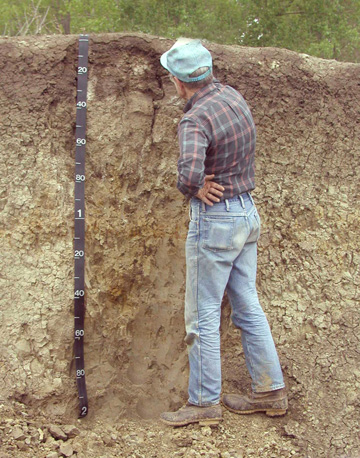
Изучение почв

При исследованиях на нижних уровнях организации в почвоведении применяются методы разработанные ранее для других естественных наук: химии, физики, геологии, минералогии, биологии, биохимии, гидрологии и др. — обычно в модификациях, учитывающих почвенную специфику.
На более высоких уровнях используются и специфические методы, которые можно объединить в следующие группы:
- Профильные методы заключаются в изучении системы почвенных генетических горизонтов, включая почвообразующую породу с целью сравнения их свойств и состава с породой. Найденные различия позволяют судить о направленности процессов почвообразования, непосредственное наблюдение за которыми невозможно. При этом применяется ряд допущений:
  - Исходная порода не была слоистой
  - Образец эталонной породы существенно не менялся за период почвообразования
  - Процесс почвообразования всё время существования почвы протекал в одном направлении

Невозможность какого-либо из допущений приводит к усложнению интерпретации результатов профильного метода.
- Сравнительно-географические методы (а также сравнительно-геоморфологический и сравнительно-литологический) заключаются в выявлении закономерностей между строением, составом и свойствами почв с факторами почвообразования, определенным образом варьирующимися по земной поверхности.
- Сравнительно-исторические методы построены на основе принципа актуализма, который позволяет реконструировать по реликтовым (не выводящимся из современных факторов почвообразования) свойствам почв условия их существования в предыдущие эпохи.
- Стационарные методы дают возможность изучать почвенные режимы: водный, тепловой, газовый, окислительно-восстановительный и др. Метод лежит в основе биосферного мониторинга. Сюда относятся методы почвенных лизиметров и стоковых площадок.
- Картографические методы, применяемые для составления карт почвенного покрова. Для этого применяются методы других типов (сравнительно-географический) и даже наук (геодезии — в особенности аэрокосмические методы) в сочетании со специфическими (например, метод почвенных ключей — изучение закономерностей структуры почвенного покрова на небольшой территории и построение по ним карты большой территории). Закономерности распространения почв на поверхности Земли в целях почвенно-географического районирования изучает раздел почвоведения — география почв.
- Методы моделирования состоят в экспериментальном воспроизведении изучаемых явлений на основе контролируемых условий полевого или лабораторного опыта, а также использование математических моделей.

## Основные проблемы
- Изучение антропогенных почв и антропогенных трансформаций почвенного покрова, прогноз возможной эволюции при естественных и антропогенных изменениях факторов почвообразования,
- Обеспечение выполнения педосферой своих глобальных экологических функций,
- Международная классификация почв для решения вопросов земельных ресурсов всего мира.